# コルネリア・ファン・ネイエンローデ

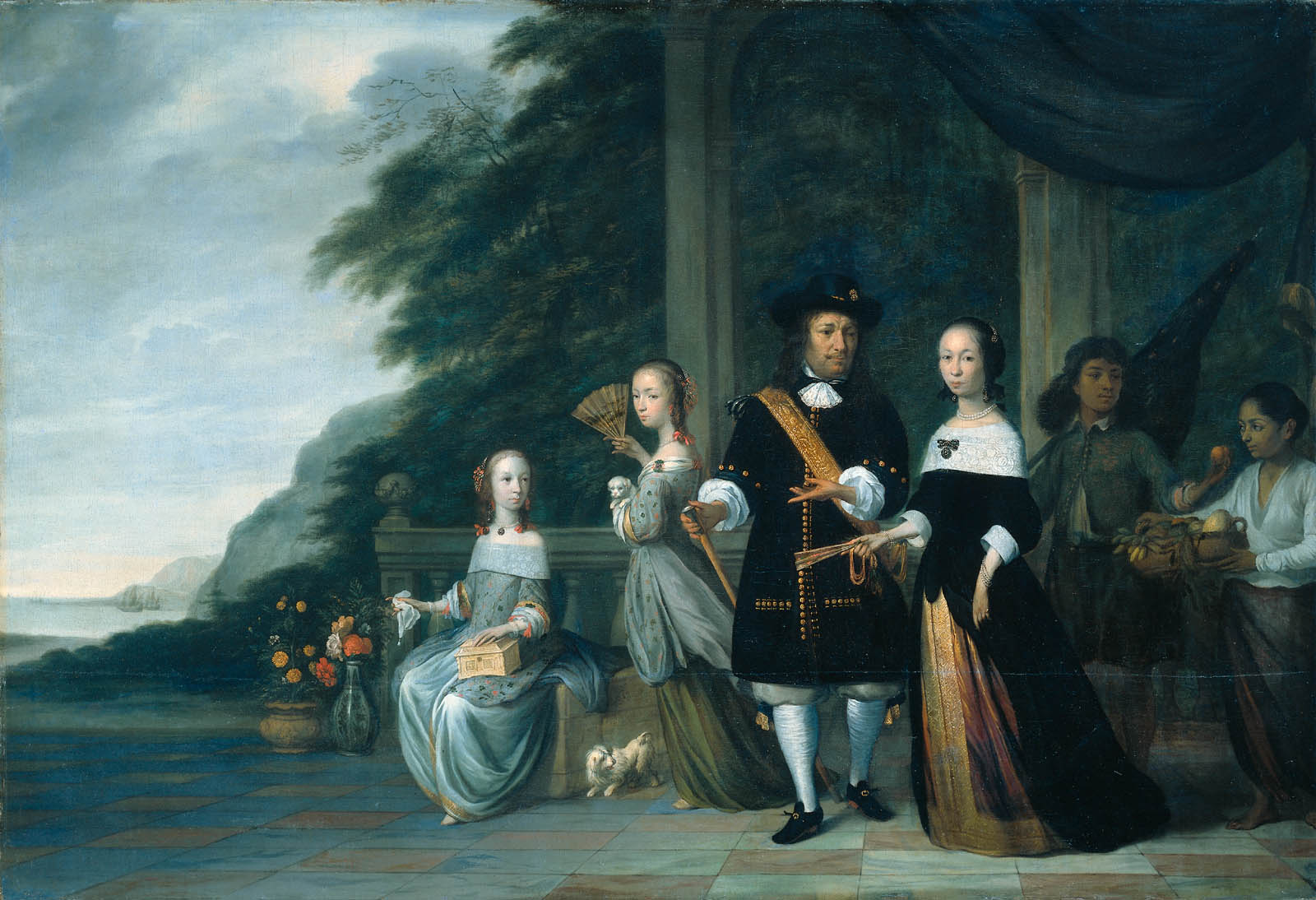
コルネリアと夫ピーテル・クノール、および娘たちの肖像。1665年、ヤコブ・コーマン画

コルネリア・ファン・ネイエンローデ（Cornelia van Nijenroode、1629年 - 1691年）は、バタヴィア（ジャカルタ）の実業家。 オランダ人と日本人の子供として平戸に生まれ、江戸時代の鎖国政策によってオランダ植民地のバタヴィアへ追放された。バタヴィアでは東インド会社で働く男性と結婚し、投資などの事業をおこなった。しかし再婚した相手が彼女の資産を求めたために争いとなり、バタヴィア社会やオランダ本土も巻き込んだ訴訟となった。彼女の生活や訴訟を通して、17世紀当時の植民地における混血女性の生活や、バタヴィアの社交界、日本との関係、夫婦財産契約の不平等をうかがえる記録となっている。

## 生涯

### 平戸時代
父親のコルネリス・ファン・ネイエンローデはデルフト出身の東インド会社の商館長、母親はスリシア（洗礼名。日本名不明）という日本女性だった。コルネリスは1623年から平戸でオランダ商館長を務め、2人の日本人女性を愛人とした。トケシオという女性との間にはヘステル、スリシアとの間にはコルネリアが生まれた。コルネリスの死後、東インド会社はコルネリスが不正に蓄財したとして財産の差し押さえを行い、他方でコルネリスの遺言状にある家族への支払いは行うと決定した。
東インド会社の決定により、コルネリアは姉にあたるヘステルとともにバタヴィアへ送られることになった。同じ時期に、徳川幕府は1639年の鎖国令によって、オランダ人やイギリス人の妻になった女性や子供たちをバタヴィアに追放する決定した。しかし、スリシアやトケシオはすでに日本人と結婚していたため追放されず、コルネリア・ヘステル姉妹は孤児としてバタヴィアへ送られた。

### バタヴィア時代

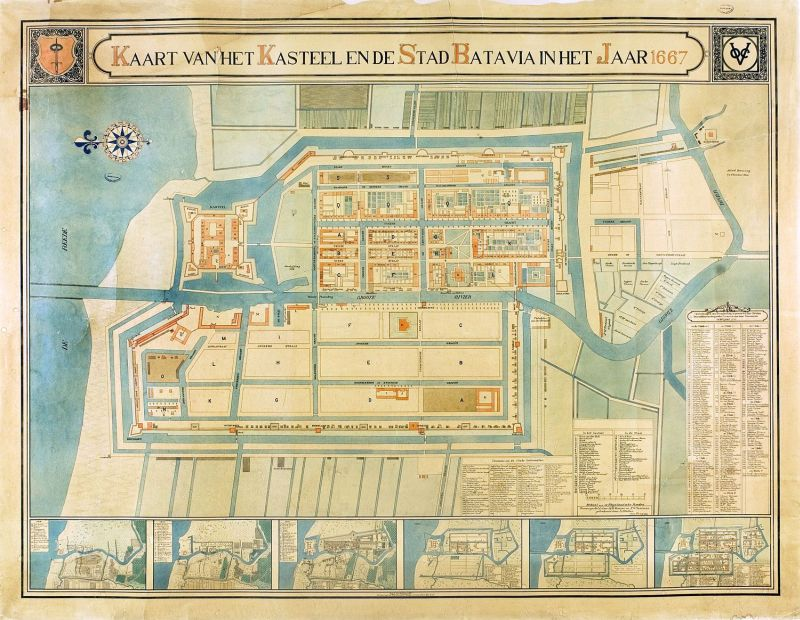
1667年のバタヴィアの地図。水路が張り巡らされていた。

バタヴィアは東インド会社の貿易で栄えた都市で、ヨーロッパ人、インドネシア人、中国人、日本人らが生活していた。バタヴィアの日本人社会は、1620年代に東インド会社の傭兵によって始まり、1639年に幕府によって追放された人々が加わった。17世紀の日系人の総数は最盛期で300名から400名だった。
当時の状況から、コルネリス姉妹はバタヴィア到着後に孤児院で育てられたと推測されるが、記録は残っていない。孤児院を管理する孤児財産管理室（ウェース・カーメル）は、孤児の財産目録を作成し、24歳の成人に達するまで孤児を後見し、その財産を管理する役割があった。
ピーテル・クノールとの結婚
バタヴィアでの日本人の結婚は、日本人同士よりも他民族との間が多かった。東インド会社も、アジア人女性との結婚を奨励した。コルネリアの姉ヘステルは1644年に結婚し、コルネリアは1652年にピーテル・クノールと結婚した。夫のピーテルは、当時のバタヴィアで最も裕福な市民に含まれる。1647年から事務員補として働き、商務員補や出納官をへて1663年にはバタヴィア城の主席上級商務員となった。住まいもバタヴィア城内から移り、随一の美しさともいわれたテイヘル運河（Tijgersgracht canal）沿いとなった。東インド会社では、職員による私貿易は禁止されていたため、妻たちが私貿易や不動産、高利貸しをおこなった。コルネリアもそうした活動で資産を運用した記録がある。

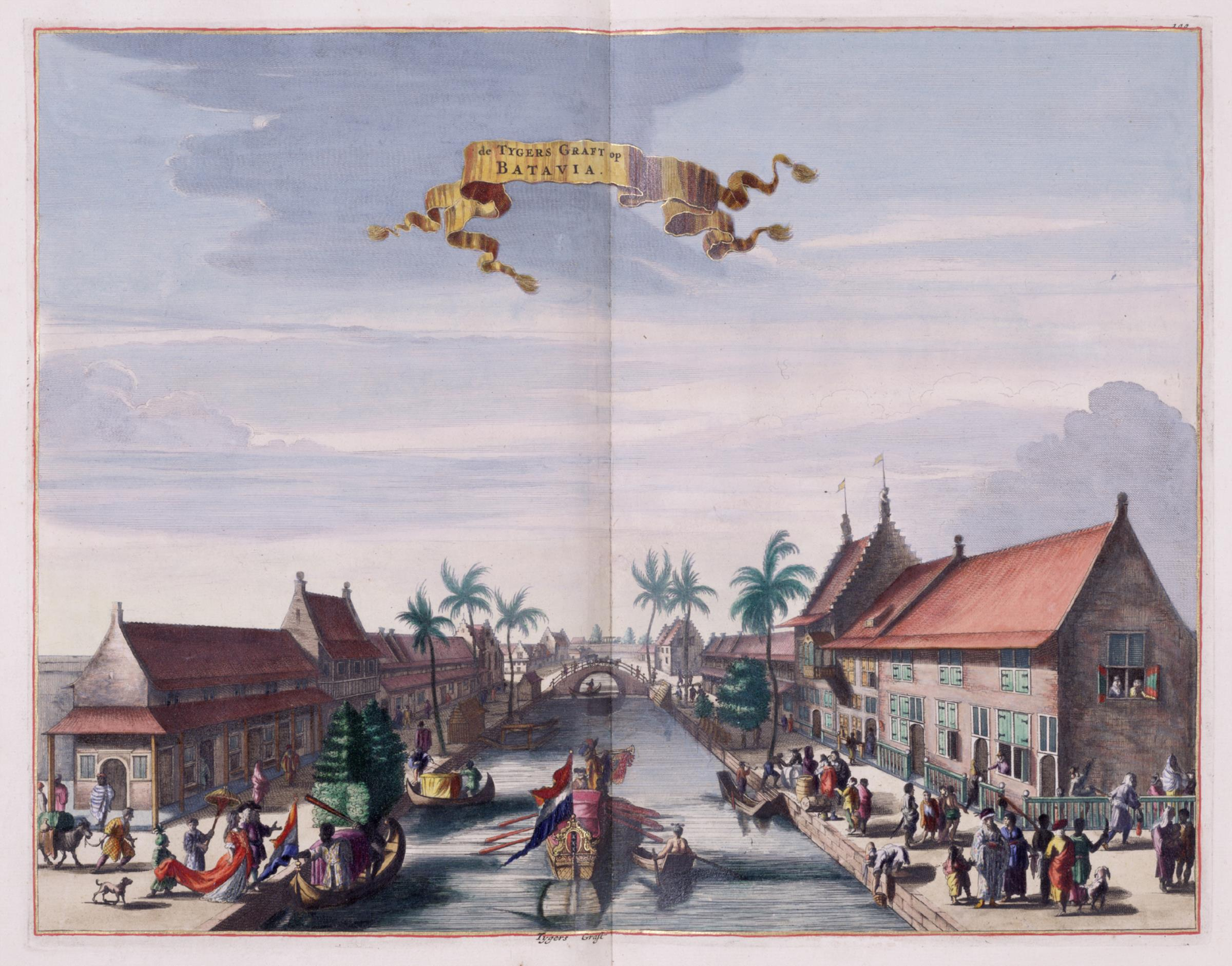
コルネリアが家族と暮らしたテイヘル運河の風景。

コルネリアはピーテルとの間に10人の子供を産んだが、成人したのは息子のコルネリス1人だけとなった。コルネリアの母スリシアは、平戸の半田五右衛門と結婚しており、コルネリアは母にあてて半田家に手紙や贈り物を送った。このうち1663年と1671年の手紙が現存しており、内容はコルネリア自身や家族の消息、半田家から届いた手紙や贈り物への感謝、母への気持ちなどが書かれている。1671年の手紙は仮名文で書かれており、コルネリアがバタヴィアの日本人から字を習っていた可能性がある。贈り物はパルカッレ（はらから木綿）、サレンポーリン（さらんふり）、バティックなど主にインドや東南アジア産の綿織物であり、幕府によって禁止されていない品物だった。また、自分の似姿として、女性像を彫った小衝立もスリシアに送っている。これは版画や絵画などを送ることが禁止されていたためだった。
交流
バタヴィアでの交流関係として、長崎出身のキリシタンである浜田助右衛門、コルネリアの子供の名付け親や洗礼に立ち会った者であるスザンナ・スヘモン、フェンメチェ・テン・ブルッケ、サラ・デ・ソレムらがいる。交流の記録から、コルネリアがバタヴィアの上流の社交界で活動していたことがわかる。姉のヘステルは2度結婚し、1度目は東インド会社に務めたイギリス人の中尉マイケル・トレザー、2度目はアベリス・ベンティングで、ヨハンという息子がいた記録がある。
ピーテルの死去
ピーテルは1672年に病死した。ピーテルは遺言によって、子供に対する権利をコルネリアに委譲した。コルネリアは子供の後見人となり、子供は成人時に40000レイクス・ダールダーを受け取る権利を得た。ピーテルはさらに、財産の一覧表や目録を第三者に渡すことを禁じるとも遺言した。これは、財産目録が当局にわたって紛争になることを避ける意図があった。コルネリアは夫の財産を相続し、投資などの事業をおこなった。
ピーテルが気に入っていた奴隷のウントゥン・スラパティは、息子のコルネリスが成人した時に譲られたが、待遇に不満を持って逃亡した。のちにスラパティは数百人の元奴隷のリーダーとなり、マタラム王国のアマンクラット3世とも協力して東インド会社に対して反乱を起こした。クノール家の肖像画に描かれた、コルネリアの横でオレンジと旗をもった男性をスラパティとする説もある。
ヤン・ビッターとの結婚
コルネリアは、1676年に裁判官のヤン・ビッターと再婚した。ビッターは法廷弁護士だが、侮辱を受けたと感じると法律的な防衛に訴える癖があり、弁護士としての経歴は失敗した。そのため植民地で東インド会社の法律家を目指してバタヴィア裁判所判事となったが、旅の途中で妻を亡くし、バタヴィアでコルネリアと出会った。ビッターは子供4人がおり経済的に苦境だったためコルネリアの財産が魅力的であり、コルネリアはビッターの学歴と判事の地位が魅力的だった。当時のオランダの法律では、夫がいる女性には契約をする法的権利や、契約の履行義務がなかった。結婚すると妻は法律的に劣位となるため、コルネリアは法律顧問の力を借りて、自分の財産を守るように契約を作った。
ビッターとの争い
結婚したのちに、財産の扱いなどをめぐってコリネリアはビッターと喧嘩が絶えなくなった。ビッターはコルネリアの容貌を嘲笑し、奴隷を打つ笞で彼女を叩き、ダイヤモンドの購入や為替送金によって財産を横領した。コルネリアはビッターを財産に対する窃盗と虐待で告訴した。東インド会社の17人会はビッターのダイヤモンド購入を密貿易とみなし、1677年にビッターを無役・無給でオランダ本国へ召還することを決定した。
ビッターはオランダに帰国したのち、1681年にホラント州裁判所でコルネリアを訴訟した。コルネリアの全資産を差し押さえさせて、ビッターの所有にしようとした。バタヴィアのコルネリアにもこの訴訟の知らせが届き、彼女はハーグの弁護士アドリアーン・ファン・ステッレフェルトに代理を頼み、訴訟はコリネリア側の勝利となった。ビッターはバタヴィアでの再審のみが望みとなり、バタヴィアに戻って再審を請求した。再審は認められてコルネリアの敗北となり、バタヴィアで再びコルネリアとビッターの争いが起きる。テイヘル運河でビッターはコルネリアを負傷させたが、ビッターは判事の地位を利用して事件を目撃した証人たちの証言を変えさせた。また、ビッターは再び為替手形を使って8000レイクス・ダールダーをオランダに送金しており、コルネリアの資産をオランダに移そうとした。

### オランダ時代
バタヴィア総督のヨハネス・カンフフイスと理事会は、コルネリアとビッターの法廷闘争はオランダで決着をつけるよう決定し、コルネリアの資産は管財人に任せることとした。1687年にコルネリアとビッターは別の船でオランダへ向けて出発し、コルネリアは衰弱した状態で息子夫妻や孫たちと共に船に乗った。コルネリアは旅の中で健康を取り戻すが、加齢のため頼りにしていた息子のコルネリスを亡くした。
オランダのホラント州高等裁判所で開かれた裁判は、コルネリアの望む結果とはならなかった。1691年7月、コルネリアには夫のもとに戻って暮らすように命じ、ビッターはコルネリアの収入の半分と財産の用益権を得るという判決が下された。コルネリアはこれに従わなかった記録が残っている。1691年9月に予定されていた審理が開かれなかった点から、コルネリアはその前に死去したと推測される。ビッターは訴訟で8500レイクス・ダールダーを手に入れたが、その他のコルネリアの資産は手に入れられなかったとされる。その後のビッターが子供や孫の資金を自らの用途にあてている点や、コルネリアの正式な遺産相続人は彼女の孫（ビッターの孫とは異なる）であるアンナとヤコブスになっていた点などが根拠となる。

## 記録・研究
コルネリアのバタヴィアでの生活については、岩生成一の1978年の論文によって初めて詳細に明らかにされた。1986年にはレオナルド・ブリュッセイによって、コルネリアのオランダへの旅を含めた伝記が発表された。
コルネリアやヘステル姉妹のバタヴィアでの記録は、オランダ改革派教会の出生・婚姻登録簿と、バタヴィア地方文書館（現・国立文書館）・公証人文書に残っている。平戸観光資料館には、コルネリアからスリシアあての書簡が展示されている。コルネリアは、父コルネリスの50回忌を迎えるにあたって、半田家に供養塔の建立を頼み、1682年に本成寺に供養塔が建立された。本成寺は明治時代に廃寺となり、供養塔は曹洞宗の瑞雲寺に移された。

### 肖像画
アムステルダム国立美術館の海外史部門には、クノール家の家族の肖像画が展示されている。コルネリアと夫のピーテル、2人の娘カタリーナとヘステルが描かれている。作者はヤコブ・コーマンで、ピーテルの経歴の中で最盛期の頃に依頼されたと推測される。

### 法的地位
当時のヨーロッパの夫婦財産契約では、夫が妻の財産を管理するのが通例で、妻は法律上の地位が低かった。このためコルネリアもビッターとの裁判で不利になった。また、17世紀の司法は研究家が「法律家の楽園」と表現する状況にあり、たとえば一般市民が裁判所に参事議員への訴訟を求めようとしても無意味だった。こうした点からも、判事の夫に対してコルネリアが不利になることは避けられなかった。
コルネリアは混血ではあったが、法的な地位は本国のオランダ人女性と同様だった。出自は問題とはならず、バタヴィアで財産を運用することも可能だった。同時期にバタヴィアで暮らした女性であるお春も、財産を築き、遺言を主体的に作成していた。他方、コルネリアらが追放されたのちの日本では、外国人との間に生まれた人々は国外へ出ることを禁じられ、財産を築いた者はわずかだった。